# Jakob Škerl
Jakob Škerl, slovenski nabožni pisatelj, pridigar in jezuit, * cca. 1622, Škofja Loka, † 2. februar 1672, Ljubljana.

## Življenje in delo
Gimnazijo je obiskoval v Ljubljani. Po končani gimnaziji je leta 1639 vstopil v jezuitski red. Dosegel je naslov magister. Od leta 1648 dalje je učil na kolegiju v Ljubljani. Nato je študiral bogoslovje. Po končanem študiju je bil do leta 1656 v Trstu. Leta 1657 pa je bil najprej v Pleterjah, v začetku novembra pa v Ljubljani, kjer je bil najprej minister, nato prokurator in konzultor. Leta 1657 je nadomeščal slovenskega pridigarja v stolnici Janeza Krstnika Dolarja.
Bil je priljbljen v javnosti. Med drugim je bil tudi škofov spovednik, odličen katehet in dober pridigar. Bil je v dobrem odnosu z Janezom Ludvikom Schönlebnom. Od leta 1658 dalje je bil prazniški pridigar pri sv. Jakobu v Ljubljani. Od leta 1661 dalje je bil 10 let redni slovenski pridigar v stolnici.
Zelo si je prizadeval za širjenje bratovščine Kristusovega trpljenja, ki je bila v Ljubljani ustanovljena leta 1660. 